# Paul Romand
Paul Andre Abel Romand (* 25. September 1930 in Les Rousses im Département Jura; † 1. Juli 2011 in Saint-Claude) war ein französischer Skilangläufer und Biathlet. Er nahm in zwei Sportarten an drei Olympischen Winterspielen teil.
Paul Romand war bei der französischen Zollverwaltung beschäftigt und startete für deren Klub Le Ski Club des Douanes in Morez, zuvor war er dem Skiklub Skieurs Rousselands angeschlossen. Zusammen mit Victor Arbez und seinem Bruder Louis Romand gewann er 1958 und 1959 den traditionsreichen Langlaufwettbewerb La coupe Gérard Montefiore um eine ursprünglich von Paul Landowski geschaffene Trophäe. Er nahm erstmals 1956 an Olympischen Winterspielen teil. In Cortina d’Ampezzo startete er im Skilanglauf und wurde 50. über 15 Kilometer und 35. über 30 Kilometer. Vier Jahre später startete er in Squaw Valley im Biathlon und belegte beim erstmals ausgetragenen olympischen Biathlon-Wettkampf im Einzel Platz 28. Sein bestes internationales Resultat erreichte Romand bei der Biathlon-Weltmeisterschaft 1962 in Hämeenlinna als Neuntplatzierter des Einzels. 1963 wurde er 23. Zum dritten Mal trat der Franzose 1964 bei Olympischen Spielen an. In Innsbruck startete er sowohl im Skilanglauf, wo er mit Victor Arbez, Félix Mathieu und Roger Pires Sechster mit der Staffel wurde, als auch im Biathlon. Im Biathlon-Einzel lief er als einziger Franzose und damit auch als einzig verbliebener französischer Biathlet des ersten Olympischen Biathlon-Rennens von 1960 auf den 32. Platz. Die Biathlon-Weltmeisterschaft 1965 in Elverum beendete Romand auf Platz 25 des Einzels. Bei seinen letzten Weltmeisterschaften 1966 in Garmisch-Partenkirchen platzierte er sich um einen Rang schlechter und erreichte mit Louis Romand, Daniel Claudon und Gilbert Mercier in dem erstmals im offiziellen Wettbewerb ausgetragenen Staffelrennen Rang sieben.